# Anthomyza variegata
Anthomyza variegata is een vliegensoort uit de familie van de Anthomyzidae. De wetenschappelijke naam van de soort werd voor het eerst geldig gepubliceerd in 1863 door Loew als Anthophilina variegata.